# The Beatles Box Set
The Beatles Box Set — первый полный комплект оригинальных записей группы The Beatles, выпущенный в 1988 году лейблами EMI и Capitol (номер по каталогу BBX2-91302) в виде бокс-сета на компакт-дисках. Впервые поклонники творчества группы смогли приобрести официальное издание с полным каталогом записей, переведенным на цифровой носитель и изданным одним бокс-сетом. Бокс-сет (доступный также на виниловых LP-грампластинках и аудиокассетах) включает все оригинальные издания записей The Beatles, выпущенные в Великобритании, а также LP-версию альбома Magical Mystery Tour, выпущенную в США в 1968 году, но не выходившую в Великобритании в этом формате до 1976 года (в Великобритании была выпущена EP-версия альбома). В бокс-сет также вошли сборники Past Masters: Volume One и Past Masters: Volume Two, включающие песни, выходившие на сторонах «А» и «Б» синглов, на EP-альбомах и в изданиях, выходивших в других странах, но не попавшие в «основные» (как ещё называют коллекционеры, «номерные») вышеперечисленные тринадцать альбомов группы. Несмотря на то, что ко времени издания бокс-сета все оригинальные записи с британских альбомов The Beatles уже были доступны в стерео-версиях как на виниловых дисках, так и на аудиокассетах, версии первых четырёх альбомов, включенных в бокс-сет, являются оцифрованными и ремастированными моно-миксами, выпущенными на CD-дисках годом ранее, в 1987 году.
В комплект бокс-сета также вошла книга Марка Льюисона «The Beatles Recording Sessions», в которой описывается каждый трек на каждом диске бокс-сета. Книга упакована в коробку из чёрного дуба.
Спустя двадцать лет, 9 сентября 2009 года, после тщательной работы EMI по ремастерингу записей (с целью как максимально очистить записи от помех и шумов, сделать их более «прозрачными», так и воспроизвести у современного слушателя то же ощущение и «окраску» от «цифрового» звука, которое ранее слушатели могли получать от «винилового» звучания, — и только на достаточно качественной воспроизводящей аппаратуре), были выпущены два бокс-сета: The Beatles Stereo Box Set, в который вошли в стерео-версиях все «основные» альбомы (включая стерео-версии первых четырёх, для которых это был «стерео-дебют на CD») и сборник Past Masters; бокс-сет The Beatles in Mono, в который вошли все моно-версии «основных» альбомов (только тех, для которых выпускались моно-версии — поэтому в бокс-сет не вошли альбомы Yellow Submarine, Abbey Road и Let It Be) и сборник Mono Masters; также были отдельно выпущены ремастированные стерео и моно-версии каждого отдельного альбома.

## Список альбомов
| Альбом                                | Лейбл          | Лейбл              | Дата выпуска     | Дата выпуска    | Макс. позиция в чартах | Макс. позиция в чартах |
| Альбом                                | Великобритания | США                | Великобритания   | США             | Великобритания         | США                    |
| ------------------------------------- | -------------- | ------------------ | ---------------- | --------------- | ---------------------- | ---------------------- |
| Please Please Me                      | Parlophone     | Parlophone/Capitol | 22 марта 1963    | 26 февраля 1987 | 1                      | -                      |
| With the Beatles                      | Parlophone     | Parlophone/Capitol | 22 марта 1963    | 26 февраля 1987 | 1                      | -                      |
| A Hard Day’s Night                    | Parlophone     | Parlophone/Capitol | 10 июля 1964     | 26 февраля 1987 | 1                      | -                      |
| Beatles for Sale                      | Parlophone     | Parlophone/Capitol | 4 декабря 1964   | 26 февраля 1987 | 1                      | -                      |
| Help!                                 | Parlophone     | Parlophone/Capitol | 6 августа 1965   | 30 апреля 1987  | 1                      | -                      |
| Rubber Soul                           | Parlophone     | Parlophone/Capitol | 3 декабря 1965   | 30 апреля 1987  | 1                      | -                      |
| Revolver                              | Parlophone     | Parlophone/Capitol | 5 августа 1966   | 30 апреля 1987  | 1                      | -                      |
| Sgt. Pepper's Lonely Hearts Club Band | Parlophone     | Capitol            | 1 июня 1967      | 2 июня 1967     | 1                      | 1                      |
| Magical Mystery Tour                  | Parlophone     | Capitol            | 19 ноября 1976   | 26 ноября 1967  | 31                     | 1                      |
| The Beatles                           | Parlophone     | Capitol            | 22 ноября 1968   | 25 ноября 1968  | 1                      | 1                      |
| Yellow Submarine                      | Parlophone     | Capitol            | 17 января 1969   | 13 января 1969  | 3                      | 2                      |
| Abbey Road                            | Parlophone     | Capitol            | 26 сентября 1969 | 1 октября 1969  | 1                      | 1                      |
| Let It Be                             | Parlophone     | Capitol            | 8 мая 1970       | 18 мая 1970     | 1                      | 1                      |
| Past Masters, Volume One              | Parlophone     | Parlophone/Capitol | 7 марта 1988     | 8 марта 1988    | 49                     | 149                    |
| Past Masters, Volume Two              | Parlophone     | Parlophone/Capitol | 7 марта 1988     | 8 марта 1988    | 46                     | 121                    |